# ناینتی وان
ناینتی وان (انگلیسی: Ninety One) شرکت خدمات مالی در آفریقای جنوبی است، که در سال ۱۹۹۱ تأسیس شد.